# Перама
Перама е град в Гърция. Населението му е около 25 000 жители (2011). Част е от Атинския метрополен район. Намира се в часова зона UTC+2. Пощенският му код е 188 63, телефонния 210, а МПС кода е Z.